# Вила пољопривредног комбината „Џервин“
Вила пољопривредног комбината „Џервин" се налази у Књажевцу и подигнута је 1939. године, непосредно пред Други светски рат. 

## Историја
Вилу је саградио чувени књажевачки и београдски кафеџија и хотелијер Ђорђе Ђока Цветковић, на имању свога оца Тасе, познатог књажевачког трговца. Саграђена је за скоро милион тадашњих динара, што је била огромна свота. Цветковић је био власник чувене београдске кафане „Коларац“, а био је и велики војни лиферант, захваљујући уговорима са владом који су били веома уносни. Такође, био је и једини заступник за чувено „плзенско“ пиво из Чехословачке. Интересовала га је и кинематографија и био један од њених пионира. Књажевачки хроничар Бранислав Стојадиновић записао је да је вилу тестаментом наследила његова слушкиња Милица Дворжак-Првуловић. Од ње је вилу 1967. године откупио пољопривредни комбинат „Џервин“ и изабрана је за административно средиште комбината, који је свој врхунац доживео од 1970. до 1985. године. Пет година касније, 1990. године вила је постала атрактивни луксузни ресторан и хотел са 14 лежајева. Међутим, током транзиције, 2002. године Џервин пропада и продаје вилу Југобанци, коју влада Србије продаје, те већ оронулу вилу купује књажевачка приватна фирма „Ђокић“.

## Положај и изглед
Вила је изграђена на Џервиновом брду, представља ремек-дело архитектуре ових крајева и помало подсећа на замкове који су подизани неколико деценија пре широм Европе. Ђорђе је често ишао у Плзењ на договоре и одседао у оближњој бањи Карлове Вари, дружећи се са елитом финансија тадашње Европе, те није случајно изабрао стил замка из западне Европе. Раскошна грађевина је беле боје са бордо декорацијама на фасади. Има приземље, два спрата, видиковац и кулу, била је изнутра опремљена најсавременијим и најлуксузнијим намештајем од масива и чешким најскупљим санитаријама са каљевим пећима. Вила је била опасана и украсним зидом висине три метра. Такође, имала је властити водовод, канализацију и резервоар са водом од 300 литара. Око виле је био виноград, а на 85 ари винограда биле су засађене најбоље сорте винове лозе. На оба спрата се налазе тремови са балустрадама. У многим елементима вила има дах ренесансе. На врху је кула у романтичарском стилу. 

## Вила данас
Почетком деведесетих година 20. века, вила је постала угоститељски објекат. Међутим, током транзиције, 2002. године фирма Џервин пропада и продаје вилу Југобанци, коју влада Србије продаје, те вилу купује књажевачка приватна фирма „Ђокић“. Данас је у приватном је власништву и доста је запуштена. Дозвољен је улаз у објекат. 
Вила је била у добром стању, док није отишла под хипотеку. За кратко време је од тад руинирана и само још издалека је симбол некадашње моћи и Књажевца и његовог некада моћног комбината.У објекат је дозвољен улаз јер је напуштен и нико га не чува. Зидови су ишарани графитима и већ је око њега израсло биље и растиње.